# Diarmait Dúna Droignéin mac Domnaill
Diarmait Dúna Droignéin mac Domnaill Mac Carthaig   (mort en 1229) membre de la lignée des MacCarthy roi de Desmond de 1206 à sa déposition en 1211 puis en opposition jusqu'à sa mort.

## Règne
Diarmait mac Domnaill Mac Carthaig, surnommé Dúna Droignéin (c'est-à-dire: de Mont-Épineux), est le fils aîné de Domnall Mór mac Diarmata. Il accède au trône après avoir déposé en 1207 son oncle  Fíngen mac Diarmata. Mais quatre ans après il est capturé par les anglo-normands du shériff en Corcach dans le comté de Cork  et il doit racheter sa liberté  Mais en 1211 il a été  déposé par son cousin-germain Cormac Óc Liathánach mac Cormaic qui revendiquait le royaume selon la loi de la tanistrie  Jusqu'à sa mort en 1229 Diarmait Duna Droignéin continue à lui disputer le trône. 

## Postérité
Diarmait de son union avec Peronelle la sœur de Thomas Bloet laisse un fils 
- Fingen meurtrier de Geoffrey de Cogan vers 1248 lui-même tué en 1249 par Domnall Gott mac Domnaill et les Cogan. il est le père de
  - Fedlimid fl. 1280 qui mènent une « Grande guerre » contre les Étrangers selon les Annales des quatre maîtres.

## Source
- Anthony Stokvis, préf. H. F. Wijnman, Manuel d'histoire, de généalogie et de chronologie de tous les états du globe, depuis les temps les plus reculés jusqu'à nos jours, Leyde, éditions Brill, 1889 réédition 1966, Volume II  Chapitre  II.Monomie [Munha, Munster], § 3 Des-Munha [Desmond] p. 259 :  Généalogie des rois de Desmond . Tableau généalogique Tableau n° 24 p. 263.